# День достоинства и свободы
День достоинства и свободы (укр. День Гідності та Свободи) — государственный праздник Украины. Установлен в 2014 году, отмечается 21 ноября, в годовщину начала «Оранжевой революции» (2004) и «Революции достоинства» (2013—2014). Является своего рода преемником государственного праздника «День свободы», который отмечался в годовщину «Оранжевой революции» в 2005—2010 годах и был отменён указом президента Украины Виктора Януковича.

## История
День достоинства и свободы установлен указом президента Украины Петра Порошенко № 872/2014 от 13 ноября 2014 года «О Дне достоинства и свободы».
Согласно этому указу, праздник установлен

«с целью утверждения на Украине идеалов свободы и демократии, сохранения и донесения до современного и будущих поколений объективной информации о судьбоносных событиях на Украине начала XXI века, а также в знак должного уважения патриотизму и мужеству граждан, которые осенью 2004 года и в ноябре 2013 года — феврале 2014 года встали на защиту демократических ценностей, прав и свобод человека и гражданина, национальных интересов нашего государства и его европейского выбора».
Оригинальный текст (укр.)" з метою утвердження в Україні ідеалів свободи і демократії, збереження та донесення до сучасного і майбутніх поколінь об’єктивної інформації про доленосні події в Україні початку XXI століття, а також віддання належної шани патріотизму й мужності громадян, які восени 2004 року та у листопаді 2013 року - лютому 2014 року постали на захист демократичних цінностей, прав і свобод людини і громадянина, національних інтересів нашої держави та її європейського вибору "

Этим же указом был отменён праздник «День соборности и свободы Украины» и восстановлен отменённый президентом Украины Виктором Януковичем в 2011 году праздник «День соборности Украины».